# Molophilus benesignatus
Molophilus benesignatus är en tvåvingeart som beskrevs av Günther Theischinger 1988. Molophilus benesignatus ingår i släktet Molophilus och familjen småharkrankar. Inga underarter finns listade i Catalogue of Life.